# Samuel Essende
Samuel Emmanuel Essende Mbongu (* 30. ledna 1998) je konžský profesionální fotbalista, který hraje na pozici útočníka za německý klub FC Augsburg. Narodil se ve Francii, ale hraje za národní tým Konžské demokratické republiky.

## Klubová kariéra
Essende se připojil k akademii Paris Saint-Germain ve věku 12 let a strávil s ní celou svou mládežnickou fotbalovou kariéru. Dne 10. srpna 2018 podepsal svou první profesionální smlouvu s PSG, která ho v klubu měla udržet do 1. června 2021.
Dne 22. srpna 2018 Essende odešel na hostování do belgického klubu KAS Eupen. Svůj profesionální debut v dresu Eupenu si odbyl 25. srpna 2018 při výhře 1:0 v Jupiler Pro League nad Mouscronem.
V srpnu 2019 podepsal smlouvu s týmem US Avranches.
V roce 2021 se Essende připojil k týmu Pau v Ligue 2.
Dne 20. června 2022 podepsal Essende smlouvu s Caen do roku 2025.
Dne 20. července 2023 poslalo Caen Essendeho na sezónní hostování do týmu Vizela, hrající Primeira Ligu. Poté, co během první poloviny sezóny vstřelil 10 gólů ve 22 zápasech ve všech soutěžích, Vizela aktivovala výkupní klauzuli a podepsala s Essendem trvalou smlouvu do června 2026.
Dne 28. června 2024 podepsal Essende čtyřletou smlouvu s Augsburgem. Essende při svém bundesligovém debutu vstřelil gól a druhý mu nebyl uznán, a to při remíze 2:2 s Werderem Brémy.

## Reprezentační kariéra
Essende debutoval za národní tým Konžské demokratické republiky 6. června 2024 v kvalifikaci na Mistrovství světa ve fotbale 2026 proti Senegalu na Diamniadio Olympic Stadium. Odehrál celý zápas, který skončil remízou 1:1.

## Osobní život
Essende se narodil ve Francii a má francouzské i konžské občanství. Když vyrůstal, měl Essende přezdívku "Vlk" a zbožňoval Zlatana Ibrahimoviće.

## Statistiky

### Klubové
Platí k zápasu hranému 15. března 2025.
| Klub                  | Sezóna            | Liga                   | Liga   | Liga | Národní pohár | Národní pohár | Ligový pohár | Ligový pohár | Celkově | Celkově |
| Klub                  | Sezóna            | Soutěž                 | Zápasy | Góly | Zápasy        | Góly          | Zápasy       | Góly         | Zápasy  | Góly    |
| --------------------- | ----------------- | ---------------------- | ------ | ---- | ------------- | ------------- | ------------ | ------------ | ------- | ------- |
| Paris Saint-Germain B | 2015/16           | Championnat National 2 | 2      | 0    | —             | —             | —            | —            | 2       | 0       |
| Paris Saint-Germain B | 2016/17           | Championnat National 2 | 19     | 2    | —             | —             | —            | —            | 19      | 2       |
| Paris Saint-Germain B | 2017/18           | Championnat National 2 | 14     | 3    | —             | —             | —            | —            | 14      | 3       |
| Paris Saint-Germain B | Celkově           | Celkově                | 35     | 5    | —             | —             | —            | —            | 35      | 5       |
| Eupen (hostování)     | 2018/19           | Jupiler Pro League     | 16     | 0    | 3             | 0             | —            | —            | 19      | 0       |
| US Avranches B        | 2019/20           | Championnat National 3 | 3      | 1    | —             | —             | —            | —            | 3       | 1       |
| US Avranches          | 2019/20           | Championnat National   | 18     | 3    | 0             | 0             | —            | —            | 18      | 3       |
| US Avranches          | 2020/21           | Championnat National   | 27     | 8    | 1             | 1             | —            | —            | 28      | 9       |
| US Avranches          | Celkově           | Celkově                | 45     | 11   | 1             | 1             | —            | —            | 46      | 12      |
| Pau FC                | 2021/22           | Ligue 2                | 32     | 7    | 1             | 1             | —            | —            | 33      | 8       |
| Caen                  | 2022/23           | Ligue 2                | 28     | 4    | 2             | 1             | —            | —            | 30      | 5       |
| Caen II               | 2022/23           | Championnat National 2 | 2      | 0    | —             | —             | —            | —            | 2       | 0       |
| Vizela                | 2023/24           | Primeira Liga          | 25     | 13   | 3             | 1             | 1            | 0            | 29      | 14      |
| Augsburg              | 2024/25           | Bundesliga             | 23     | 5    | 4             | 3             | —            | —            | 27      | 8       |
| Celkově v kariéře     | Celkově v kariéře | Celkově v kariéře      | 209    | 46   | 14            | 7             | 1            | 0            | 224     | 53      |

### Reprezentační
Platí k zápasu hranému 18. listopadu 2024.
| Národní tým | Rok     | Zápasy | Góly |
| ----------- | ------- | ------ | ---- |
| DR Kongo    | 2024    | 6      | 0    |
| Celkově     | Celkově | 6      | 0    |